# Rhipidomys mastacalis
Rhipidomys mastacalis är en däggdjursart som först beskrevs av Lund 1840.  Rhipidomys mastacalis ingår i släktet sydamerikanska klätterråttor och familjen hamsterartade gnagare. IUCN kategoriserar arten globalt som livskraftig. Inga underarter finns listade i Catalogue of Life.
Arten förekommer i östra Brasilien vid Atlanten. Den lever i låglandet och i bergstrakter upp till 1500 meter över havet. Habitatet utgörs av tropiska skogar. Individerna klättrar främst i växtligheten.